# Krakerorther Lank
Krakerorter Lank (litauisch Krokų Lanka) ist ein lagunenartiger See am vormaligen nördlichsten Zipfel Ostpreußens im heute westlitauischen Bezirk Šilutė, etwa 9 km westlich von Šilutė (ehemals: Heydekrug). Die Länge des Sees von Nord nach Süd beträgt 4,1 km, die maximale Breite 3,3 km bei einer maximalen Tiefe von 2,5 m. Die Ufer sind im nördlichen Teil niedrig, sandig und sumpfig. Der Krakerorther Lank war ursprünglich eine Haffbucht, dir durch Aufschwemmung der Atmath vom Haff getrennt wurde.
Westlich des Sees gibt es den flachen Purwelank- (Purvalankis) Teich am Ende der Einbuchtung des Brokist-Teichs. Über diese Buch steht der Krakerorther Lank in Verbindung mit der Minge. Auch der nördlichere Rugull-Fluss stellt eine Verbindung mit der Minge her. Am nördlichen Ufer dieser Einbuchtung befand sich das namensgebende Krakerorth. Im Südwesten stellt die relativ tiefe Didbalė-Bucht eine Verbindung zur Athmath her. Das Dorf Rūgaliai (historisch: Neu-Rugeln und Alt-Rugeln) liegt am Nordufer des Sees.
Zuflüsse des Krakerorther Lank sind an seiner Ostseite der Augustumal-Fluss, der Packischell/Kurpszuwin-Fluss und die Singelragge.
Das Angeln im See ist das ganze Jahr über verboten.
Der Name stammt entweder vom nehrungskurischen krākt (krächzen), prußisch-litauischen kriokti (rauschen, grollen) zusammen mit dem prußisch/slawischen lanka (Wiese).

## Nachweise
- Krokų pievos stebuklai // Dr. Jonas Rimeika. „Kai dar amžina ugnis ruseno. Mažosios Lietuvos padavimai“. 150–153 psl. Kaunas, 1940.
- Krakerort. Abgerufen am 13. Mai 2021.
- Gunnar Strunz: Königsberg entdecken: unterwegs zwischen Memel und Haff. Trescher Verlag, 2006, S. 385.
- Dann: Die Landschaft des europäischen Nordens in ihren Übergängen von Deutschland bis Lappland. In: Veröffentlichung des Geographischen Instituts an der Albertus-Universität zu Königsberg. außer der Reihe, Ausgaben 4-6. Königsberg/Preußen 1930.